# Synema steckeri
Synema steckeri är en spindelart som beskrevs av Dahl 1907. Synema steckeri ingår i släktet Synema och familjen krabbspindlar. Inga underarter finns listade i Catalogue of Life.